# Canthon lividus
Canthon lividus är en skalbaggsart som beskrevs av Blanchard 1846. Canthon lividus ingår i släktet Canthon och familjen bladhorningar. Utöver nominatformen finns också underarten C. l. seminitens.